# Chapa de Mota
Chapa de Mota è un comune del Messico, situato nello stato di Messico.